# Dickson Chumba
Dickson Kiptolo Chumba (27 oktober 1986) is een Keniaanse langeafstandsloper, die is gespecialiseerd in de marathon.

## Loopbaan
Zijn eerste successen behaalde Chumba in 2010, het jaar waarin hij tweede werd tijdens de marathon van Madrid en de marathon van Italië. Een jaar later vierde hij zijn eerste overwinning tijdens de marathon van Rome.
In 2012 won Chumba de marathon van Eindhoven in een persoonlijk record en een parcoursrecord voor Eindhoven. Het jaar erna behaalde hij geen podiumplaatsen. Hij werd op de marathons van Boston zevende en Amsterdam achtste.
Chumba won in 2014 de marathon van Tokio in een tijd van 2:05.42. Met deze tijd werd het parcoursrecord verbeterd met ruim een minuut.
In oktober 2015 was hij de winnaar tijdens de marathon van Chicago.
Zijn meest recente overwinning was in februari 2018 tijdens de marathon van Tokio.

## Persoonlijke records
Baan
| Onderdeel      | Prestatie | Datum           | Plaats    |
| -------------- | --------- | --------------- | --------- |
| 20 km          | 58.29     | 11 maart 2012   | Den Haag  |
| halve marathon | 1:01.34   | 11 maart 2012   | Den Haag  |
| 25 km          | 1:13.25   | 30 oktober 2011 | Frankfurt |
| 30 km          | 1:28.36   | 14 oktober 2012 | Eindhoven |
| marathon       | 2:04.32   | 12 oktober 2014 | Chicago   |

## Palmares

### 10 km
- 2010:  Brescia - 28.56

### halve marathon
- 2012: 9e City-Pier-City Loop - 1:01.34
- 2013:  halve marathon van Nairobi - 1:04.32
- 2014:  halve marathon van Bogota - 1:04.10
- 2014:  halve marathon van San Diego - 1:00.39
- 2016: 10e halve marathon van Yangzhou - 1:02.12

### marathon
- 2010:  marathon van Madrid - 2:11.54
- 2010:  marathon van Italië in Carpi - 2:09.20
- 2011:  marathon van Rome - 2:08.45
- 2012:  marathon van Eindhoven - 2:05.46
- 2012:  marathon van Xiamen - 2:08.21
- 2013: 7e marathon van Boston - 2:14.08
- 2013: 8e marathon van Amsterdam - 2:10.15
- 2014:  marathon van Tokio - 2:05.42
- 2014:  marathon van Chicago - 2:04.32
- 2015:  marathon van Tokio - 2:06.34
- 2015:  marathon van Chicago - 2:09.25
- 2016:  marathon van Tokio - 2:07.34
- 2016:  marathon van Chicago - 2:11.26
- 2017:  marathon van Tokio - 2:06.25
- 2017:  Toronto Waterfront Marathon - 2:09.11
- 2018:  marathon van Tokio - 2:05.30
- 2019:  marathon van Tokio - 2:08.44
- 2022:  Marathon van Daegu - 2:07.11